# Stanišovská jeskyně
Stanišovská jeskyně je národní přírodní památka v katastrálním území obce Liptovský Ján v okrese Liptovský Mikuláš v Žilinském kraji. Území bylo vyhlášeno v roce 1972. Předmětem ochrany je 1680 metrů dlouhý systém jeskynních prostor a chodeb vytvořených erozní činností říčky Štiavnice ve vápencích středního triasu. Jeskyně se nachází na území národního parku Nízké Tatry.